# Mineralteknik
Mineralteknik, tidigare mineralberedning, är teknik för förädling av mineraler och bergarter. Tekniken omfattas av enhetsoperationer (till exempel borrning, sprängning, lastning och transport) och processer. 

## Enhetsoperationer
Berör bland annat mekanisk nedbrytning och anrikning. Nedbrytningens metoder bestäms av mineralens egenskap, till exempel hårdhet och mängd. Viktigt är därför maskiners slitage och energiförbrukning. Pulverteknologi berör transport och hantering av partiklar som filtrering och torkning. Agglomerering är sammansättning av partiklar till större aggregat. Ofta formas dessa termiskt, kemiskt eller hydrotermalt. Agglomerering används för att ge form för användning, transport eller för att minska dammängden.

## Processer
Mineralprocesser omfattar bland annat malm och kol. Processen består av olika enhetsoperationer beroende på material. Processer kan vara krossning, sovring, malning, separering, filtrering och härdning.